# LSWR F9 class
LSWR F9 class — построенный в единичном экземпляре инспекционный танк-паровоз с пассажирской кабиной, спроектированный в 1899 году главным инженером тяги Лондонской и Юго-Западной железной дороги Дугалдом Драммондом для себя.

## Паровозная служба
Драммонд спроектировал этот паровоз для инспекционных поездок по LSWR и для регулярных собственных поездок из дома в Сербитоне на новый Истлейский паровозостроительный завод. F9 построен на старом заводе у Девяти Вязов в 1899 году и стоил 1765 фунтов. На дороге он получил номер 733 и прозвище англ. The Bug («Жук»). В 1912 году Драммонд умер, а его преемник Роберт Ури пользовался паровозом редко, поэтому его перевели в служебный парк для инспекционных поездок сотрудников инженерного отдела дороги в Саутгемптонские доки. В 1916 году паровоз был отставлен и хранился на Истлейском заводе в ожидании окончательного решения.
В 1924 году, после укрупнения британских железных дорог, паровоз перешёл к Southern Railway и получил номер 58S, но продолжал проставивать до 1932 года, когда в составе с одним трёхосным вагоном некоторое время возил инспекции на расширение Саутгемптонских доков. С 1933 года до списания в 1940-м паровоз опять хранился на Истлейском заводе.

## После разборки
После списания котёл, паровая машина, ведущая ось, кабина и пассажирский салон были демонтированы, а рама с оставшимися осями использовалась на заводе в качестве тележки для тяжеловесных грузов до 1957 года, когда была утилизирована.
Пассажирский салон использовался на Истлейском заводе в качестве кабины для инспектора по лесоматериалам до второй половины 1960-х годов, после чего стал садовым сарайчиком. В 1970-х годах он принадлежал Гемпширскому обществу Узкоколейных дорог и находился на принадлежавшей Обществу небольшой узкоколейке «Durley Light Railway». В апреле 2013 года в комментариях к блогу утверждалось, что «салон Жука находится на заднем дворе дома в Суонаже в нескольких метрах от Суонажской исторической железной дороги, и его хорошо видно из вагонов поездов этой дороги».

## Внешние ссылки
Фотография модели LSWR F9.